# Retardér (brzda)
Termín retardér je lidové označení pro provozní odlehčovací brzdu. Princip retardéru je stejný jako u ostatních typů brzd – kinetickou energii vozidla přeměňují na energii tepelnou. U retardérů však nedochází k opotřebovávání, protože energii přeměňují bez tření. Retardér není možné použít jako zajišťovací (parkovací) brzdu. Retardér se používá u nákladních vozidel a autobusů jako odlehčovací brzda při sjíždění dlouhých kopců. Pomáhá tím držet nákladnímu automobilu stálou rychlost při jízdě z kopce.
Retardéry rozlišujeme podle principu na čtyři základní druhy:
- výfukové brzdy
- motorové brzdy
- elektrodynamické brzdy
- hydrodynamické brzdy